# Кабелджията
Кабелджията (на английски: The Cable Guy) е американска комедия от 1996 г. с участието на Джим Кери, Джак Блек и Матю Бродерик. Филмът спада по-скоро към черната комедия, което е промяна от предишните роли на Джим Кери. Приет е със смесени чувства от филмовата критика и публика.